# Exon

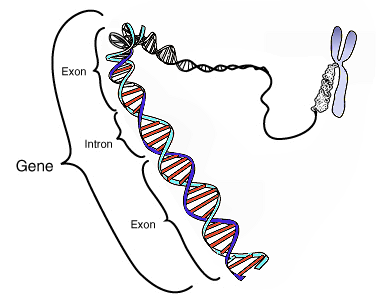

 Az exonok a DNS olyan régiói, melyek nem vágódnak ki az mRNS-ből, melyek a gén által termeltetett fehérje részegységeit kódolják. A kifejezést először Walter Gilbert használta 1978-ban. A genomnak az exonokat tartalmazó részeit együtt exomnak nevezik.

## Funkciója
Számos génben mindegyik exon része az open reading frame-nek (ORF), mely a teljes fehérjének egy bizonyos alegységét kódolja. Azonban az exon szót gyakran, hibásan, csak a kódoló régiókra használják, pedig több nem kódoló szakaszt tartalmazó exon is ismert a humán genomban.
Az ábra egy heterogén nukleáris RNS-t (hnRNS-t) mutat, amely nem szerkesztett mRNS transzkriptumként vagy más néven pre-mRNS-ként fogható fel. Ez egy olyan RNS, ami a DNS-ről íródott át és még semmilyen érett mRNS-sé alakító változtatás nem ment végbe rajta. Az exon tartalmazhat aminosavakat kódoló (piros) és aminosavvá át nem írt – ún. UTR=untranslated region –(szürke) szekvenciákat. A nem használt, nem kódoló intronok (kék) már ki lettek vágva a splicing mechanizmus során, így az exonok összekapcsolódhattak, hogy létrehozzák az érett mRNS-t. Az 5' és 3' vég jelölések segítenek tájékozódni a szekvencián, illetve megkülönböztetni a nem transzlálódó régiókat.
A nem transzlálódó, azaz a fehérjeszintézisben nem részt vevő régióknak fontos szerepük van a transzláció szabályozásában, a transzkriptum (az RNS) fél-életidejének meghatározásában. Sőt azonos génről átírt mRNS-ek exon szerkezete sem minden esetben azonos, hiszen az alternatív splicing itt is kulcsszerepet játszik.

## Az exonizáció
Az exonizáció az a folyamat, amelynek során intron szekvenciák mutációja miatt új exonok keletkeznek.